# 科摩罗总统
科摩罗总统，是非洲群岛国科摩罗联盟的国家元首与政府首脑。以下是科摩罗的总统一览。
| 任期                              | 姓名                                               | 党派                                | 备注       |
| --------------------------------- | -------------------------------------------------- | ----------------------------------- | ---------- |
| 科摩罗国                          | 独立于法国                                         | 独立于法国                          | 独立于法国 |
| 1975年7月6日－1975年7月7日        | 艾哈迈德·阿卜杜拉·阿卜杜拉曼，政府主席             | 科摩罗民主联盟UDC                   | 1次        |
| 1975年7月7日－1975年8月3日        | 艾哈迈德·阿卜杜拉·阿卜杜拉曼，国家元首             | 科摩罗民主联盟UDC                   | 1次        |
| 1975年8月3日－1975年8月10日       | 賽義德·穆罕默德·賈法爾，全国革命委员会主席         | 联合国家阵线UNF                     |            |
| 1975年8月10日－1976年1月3日       | 赛义德·穆罕默德·贾法尔，全国执行委员会主席         | 联合国家阵线UNF                     |            |
| 1976年1月3日－1977年10月28日      | 阿里·薩利赫，国家元首                              | 科摩罗人民民主大会                  |            |
| 1977年10月28日－1978年5月13日     | 阿里·萨利赫，总统                                  | 科摩罗人民民主大会                  |            |
| 1978年5月13日－1978年5月23日      | 賽義德·阿特紹馬尼，政治军事委员会主席              | 联合国家阵线UNF                     |            |
| 科摩罗伊斯兰联邦共和国            |                                                    |                                     |            |
| 1978年5月23日－1978年7月22日      | 艾哈迈德·阿卜杜拉·阿卜杜拉曼，政治军事委员会副主席 | 科摩罗民主联盟UDC                   | 2次        |
| 1978年5月23日－1978年7月22日      | 穆罕默德·艾哈迈德，政治军事委员会副主席            | 科摩罗民主联盟UDC                   |            |
| 1978年7月22日－1978年10月3日      | 艾哈迈德·阿卜杜拉·阿卜杜拉曼，委员会副主席         | 科摩罗民主联盟UDC                   |            |
| 1978年7月22日－1978年10月3日      | 穆罕默德·艾哈迈德，委员会副主席                    | 科摩罗民主联盟UDC                   |            |
| 1978年10月3日－1978年10月25日     | 艾哈迈德·阿卜杜拉·阿卜杜拉曼，委员会主席           | 科摩罗民主联盟UDC                   |            |
| 1978年10月25日－1989年11月26/27日 | 艾哈迈德·阿卜杜拉·阿卜杜拉曼，总统                 | 科摩罗民主联盟UDC/科摩罗发展联盟UCP | 3次        |
| 1989年11月26日－1989年11月27日    | 哈里幫·切班尼，臨時总统                            | 科摩罗发展联盟UCP                   |            |
| 1989年11月27日－1990年3月20日     | 賽義德·穆罕默德·喬哈爾，代总统                     |                                     |            |
| 1990年3月20日－1995年9月29日      | 赛义德·穆罕默德·乔哈尔，总统                       |                                     | 1次        |
| 1995年9月29日－1995年10月2日      | 阿尤巴·康博，过渡军事委员会主任                    | 军人                                |            |
| 1995年10月2日－1995年10月5日      | 穆罕默德·塔基·阿卜杜勒-卡里姆，总统                |                                     | 1次        |
| 1995年10月2日－1995年10月5日      | 赛义德·阿里·凯末尔，代总统                         |                                     |            |
| 1995年10月5日－1996年1月26日      | 卡阿比·埃尔-亚什鲁图·穆罕默德，過渡总统            |                                     |            |
| 1996年1月26日－1996年3月25日      | 賽義德·穆罕默德·喬哈爾，总统                       |                                     | 2次        |
| 1996年3月25日－1998年11月6日      | 穆罕默德·塔基·阿卜杜勒-卡里姆，总统                | RND                                 | 2次        |
| 1998年11月6日－1999年4月30日      | 塔傑丁·本·賽義德·馬松德，临时总统                  |                                     |            |
| 1999年4月30日－1999年5月6日       | 阿扎利·阿苏马尼，国家发展军队参谋长                | 军人                                | 1次        |
| 1999年5月6日－2001年12月23日      | 阿扎利·阿苏马尼，国家元首                          | 军人                                | 1次        |
| 科摩罗联盟                        |                                                    |                                     |            |
| 2001年12月21日－2002年1月21日     | 阿扎利·阿苏马尼，国家元首                          | 军人                                | 1次        |
| 2002年1月21日－2002年5月26日      | 哈马达·马迪·博莱罗，临时总统                       |                                     |            |
| 2002年5月26日－2006年5月26日      | 阿扎利·阿苏马尼，总统                              |                                     | 2次        |
| 2006年5月26日－2011年5月26日      | 艾哈迈德·阿卜杜拉·穆罕默德·桑比，总统              |                                     |            |
| 2011年5月26日－2016年5月26日      | 伊基利卢·杜瓦尼纳，总统                            |                                     |            |
| 2016年5月26日－                   | 阿扎利·阿苏马尼，总统                              |                                     | 3次        |